# تل جمه
تل جمه (بالإنجليزية: Tel Gamma)‏ هو تل أو جبل صغير يقع في النقب الغربي من فلسطين إلى الجنوب الغربي من بئر السبع وإلى الشرق من مدينه دير البلح بحوالى 7 كيلو مترات. وهذا التل يقع على مسار وادي غزة. وهذا الوادى ينبع من جبال الخليل والنقب ويمر في النقب ويصب في البحر الأبيض المتوسط إلى الجنوب من مدينه غزة. وتقع بالقرب منه الآن مغتصبة صهيونية تسمى «ريعيم».

## الآثار
تشير البقايا الأثريّة في تل جمه إلى وجود حياة في هذا التل منذ العصر الحجري النحاسي (3300 - 4500 قبل الميلاد).